# Faute personnelle (basket-ball)
Pour les articles homonymes, voir Faute personnelle.
Au basket-ball, une faute personnelle est une infraction aux règles impliquant un contact personnel illégal avec un adversaire. Les fautes sont à distinguer des violations[Quoi ?].

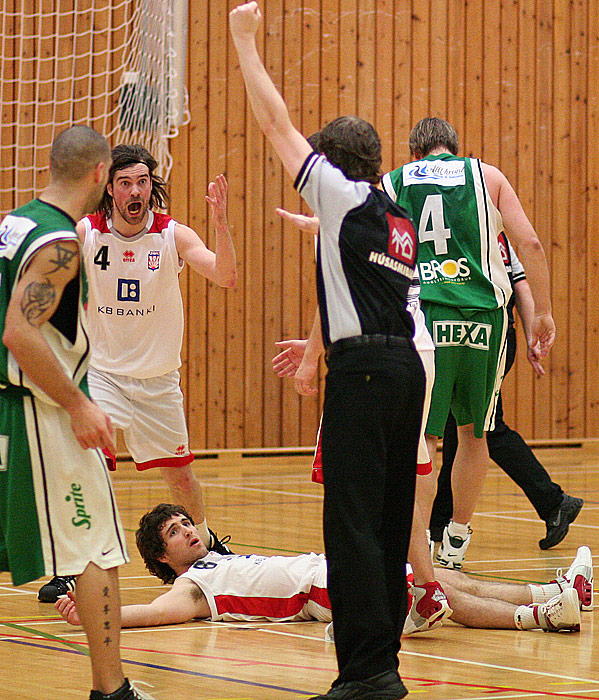
L'arbitre signale qu'une faute a été commise (apparemment par le joueur qui est au sol).

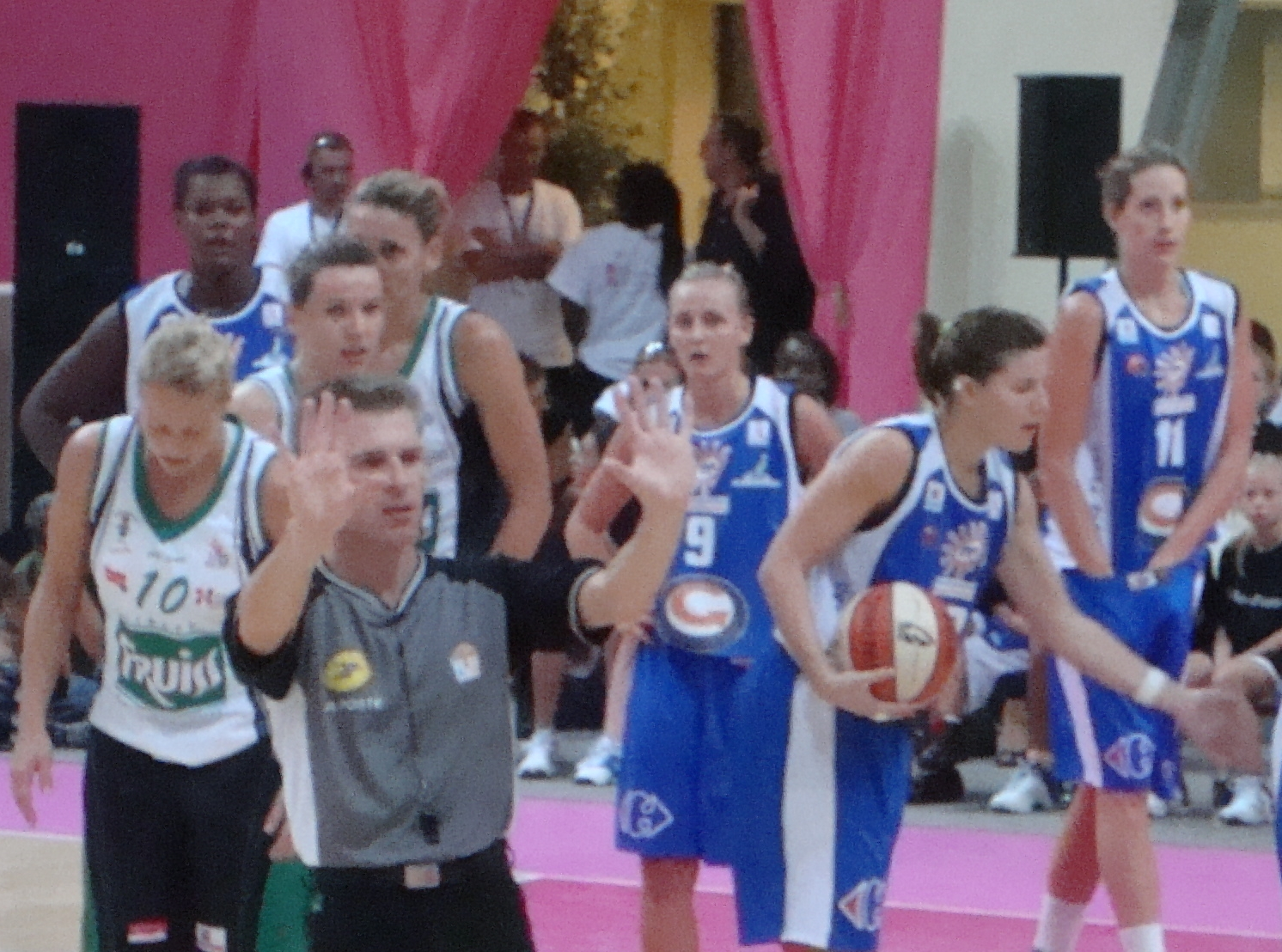
L'arbitre indique le numéro de la joueuse fautive.

Une faute personnelle peut être offensive, c'est-à-dire commise par un joueur de l'équipe qui contrôle le ballon, ou défensive. Pour savoir si un contact est une faute offensive ou défensive, il faut principalement déterminer le responsable du contact : si c'est l'attaquant qui réduit la distance avec son adversaire l'arbitre doit siffler une faute offensive, si c'est le défenseur, il devra en siffler une défensive.
Le fait de tenir, pousser, se servir excessivement de ses coudes ou de frapper les bras doivent également être considérés comme des fautes. Toutefois, certains contacts minimes doivent être négligés, l'arbitre doit déterminer si la faute donne un avantage déloyal au fautif, si ce n'est pas le cas il faut laisser le jeu se poursuivre.
Une faute personnelle entraîne une remise en jeu hors du terrain, près de l'endroit où a été commise la faute, par l'équipe victime de la faute. Si cette faute personnelle est commise sur un joueur tirant au panier, la faute sera alors réparée par une série d'un, deux ou trois lancers-francs, suivant les cas. Chaque lancer-franc réussi vaut un point.
Premier cas: si une faute est commise au moment du tir, et que celui-ci est réussi, le panier est accordé et le tireur se voit accorder un lancer-franc. Deuxième cas: si une faute est commise au moment d'un tir à deux points, et que celui-ci est raté, le tireur se voit accorder deux lancers-francs.
Troisième cas: si une faute est commise au moment d'un tir à trois points, et que celui-ci est raté, le tireur se voit accorder trois lancers-francs.
De plus, au cours d'un match, les fautes personnelles sont comptabilisées par le marqueur :
- à partir de la cinquième faute d'équipe (pour les rencontres se disputant en quarts-temps, ou huitième faute d'équipe pour les rencontres se déroulant en mi-temps), toute faute commise entraîne une séance de 2 lancers-francs pour l'équipe adverse. Les fautes d'équipes sont remises à zéro à la fin de chaque période (quart-temps ou mi-temps selon le cas).
- chaque joueur a le droit de commettre cinq fautes dans un match, six en NBA, l'ultime faute étant sanctionnée d'une exclusion du joueur responsable pour le reste du match. Cependant, il a le droit de rester sur le banc, contrairement à un joueur qui a commis une faute disqualifiante.